# 고은성
고은성(1990년 9월 11일 ~ )은 대한민국의 배우, 가수이다.

## 뮤지컬
- 2025년《멤피스》 - 휴이 역
- 2024년《시라노》 - 시라노 역
- 2024년《베르사유의 장미》 - 앙드레 그랑디에 역
- 2024년《프랑켄슈타인》 - 앙리 뒤프레/괴물 역
- 2024년《그레이트 코멧》 - 아나톨 역
- 2023년《몬테크리스토》 - 에드몬드 단테스 역
- 2023년 《멤피스》 - 휴이 역
- 2023년 《데스노트》 - 야가미 라이토 역
- 2022년 《웨스트 사이드 스토리》 - 토니 역
- 2022년 《데스노트》 - 야가미 라이토 역
- 2022년 《헤드윅》 - 헤드윅 역
- 2021년 《젠틀맨스 가이드: 사랑과 살인편》- 몬티 나바로 역
- 2021년 《헤드윅》- 헤드윅 역
- 2021년 《그레이트 코멧》- 아나톨 역
- 2020년 《머더발라드》- 탐 역
- 2020년 《귀환》 - 김현민 역
- 2019년 《신흥무관학교 - 대한민국 임시정부 수립 100주년 기념》 - 동규 역
- 2018년 《노트르담 그 파리 - 한국어버전 10주년》 - 페뷔스 역
- 2017년 《햄릿: 얼라이브》 -  햄릿 역
- 2017년 《인터뷰 - 싱클레어》 -  고든 역
- 2017년 《록키호러쇼》 - 브레드 메이져스 역
- 2017년 《스모크》 - 해 역
- 2016년 《로미오와 줄리엣》- 로미오 역
- 2016년 《인터뷰 - 싱클레어》 - 고든 역
- 2016년 《위키드》- 피에로 역
- 2016년 《탄산소년단 - 고은성 +김성철 +이상이 힐링 콘서트》 - 고은성 역
- 2016년 《은밀하게 위대하게》 - 리해진 역
- 2015년 《소행성 B612》 - 재형 역
- 2015년 《여신님이 보고계셔》 - 류순호 역
- 2014년 《비스티 보이즈》 - 강민혁 역
- 2014년 《뮤지컬 퍼블릭 집들이 - 토크 콘서트》 -   고은성 역
- 2014년 《그리스》 - 대니 역
- 2013년 《스팸어랏》 - 갈라하드 경 역
- 2013년 《그리스》 - 대니 역
- 2012년 《그리스》 - 대니 역
- 2011년 《페임》 - 닉 피이자 역
- 2011년 《스프링 어웨이크닝》- 싱어 / 에른스트 역 커버 역

## 방송
- 팬텀싱어 1 (2016) - 3위
- 뭉쳐야 뜬다 2 (2018)
- 내일은 국민가수 (2021) - Top7(6위)
- 독립만세 (2021)
- 사장님 귀는 당나귀 귀 (2019)
- 8.15 광복절 특집 다큐멘터리